# Pyramiden von China

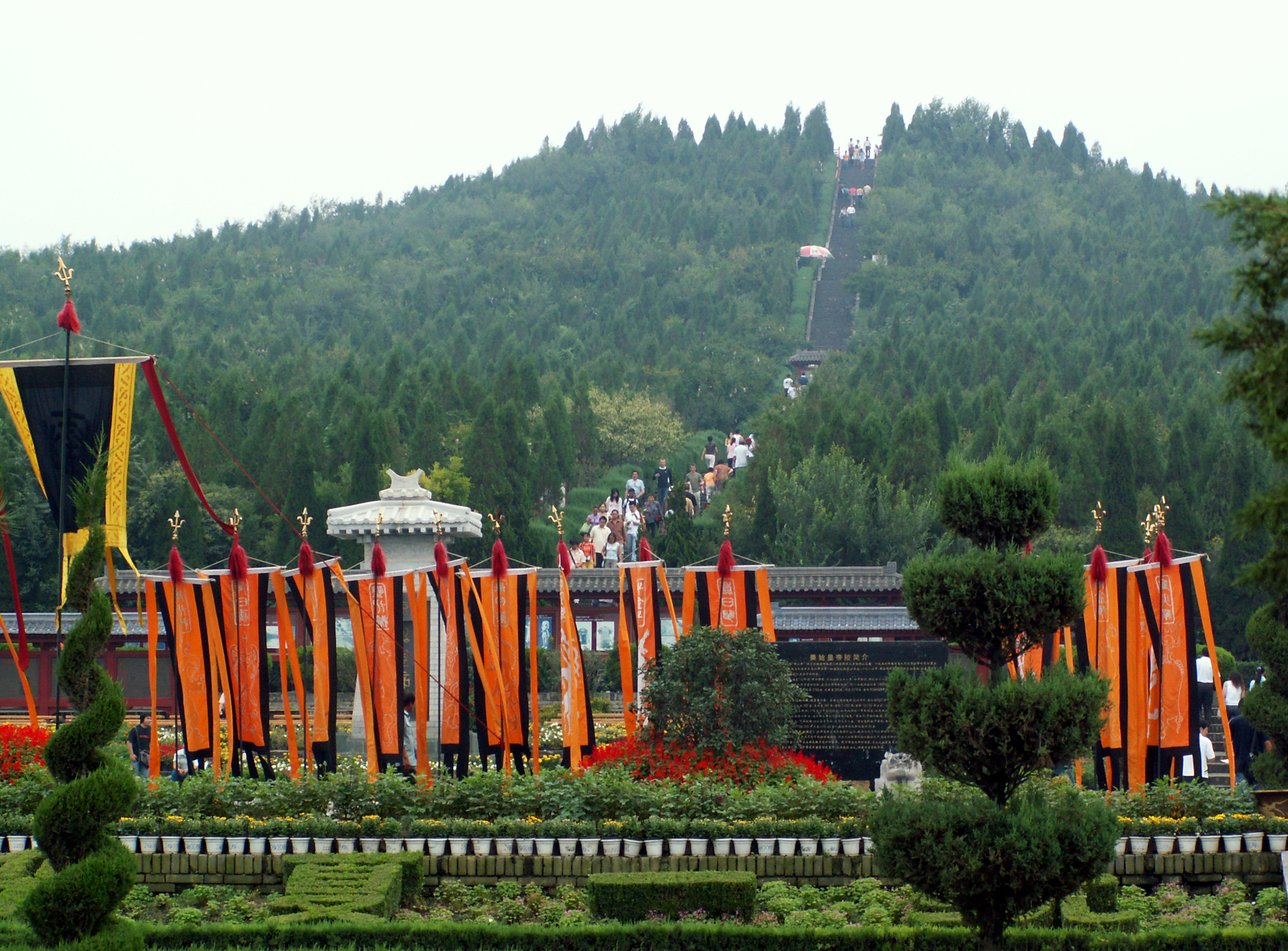
Grabhügel Qin Shihuangdis, des ersten Kaisers von China.

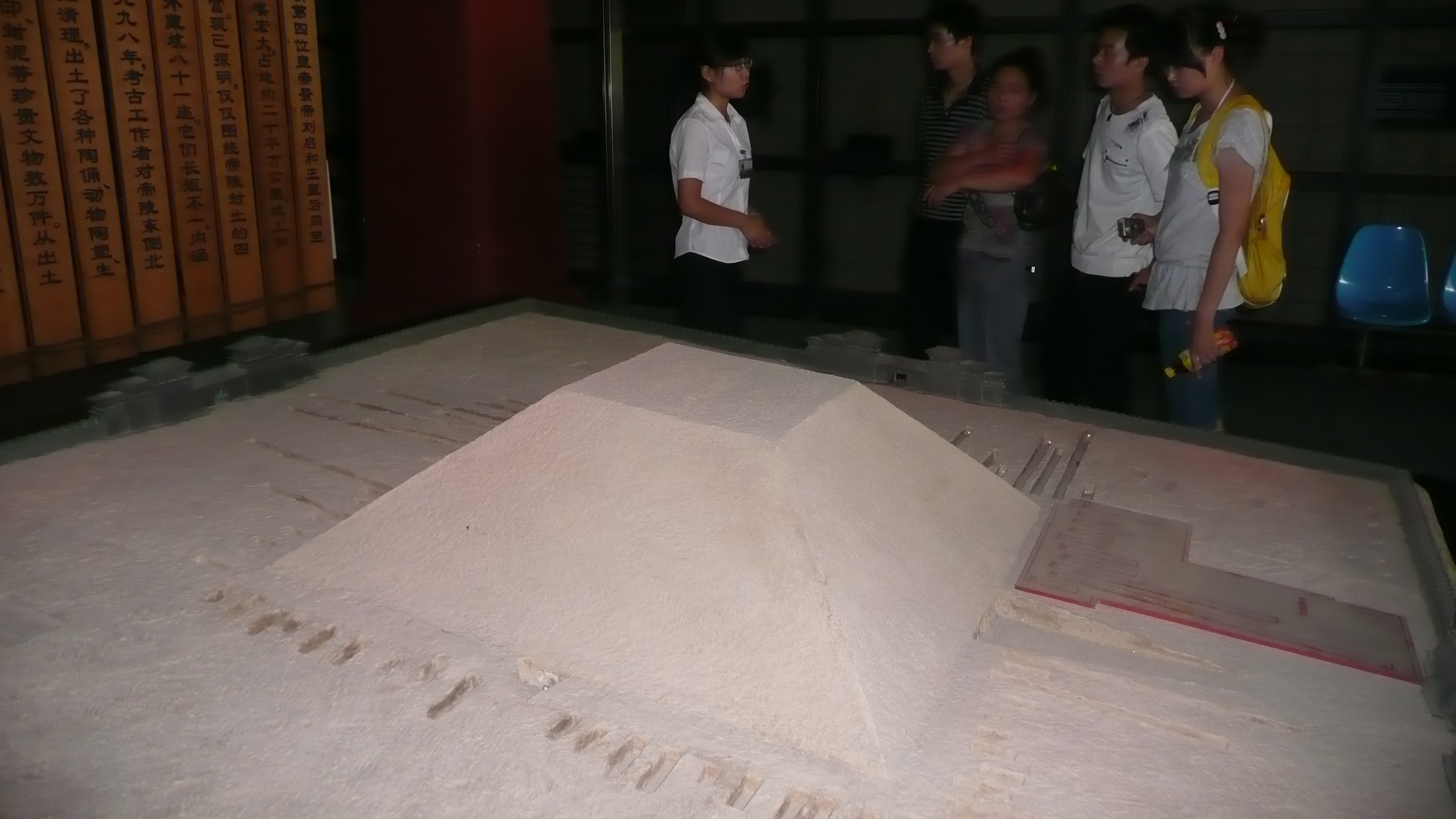
Modell einer chinesischen Pyramide.

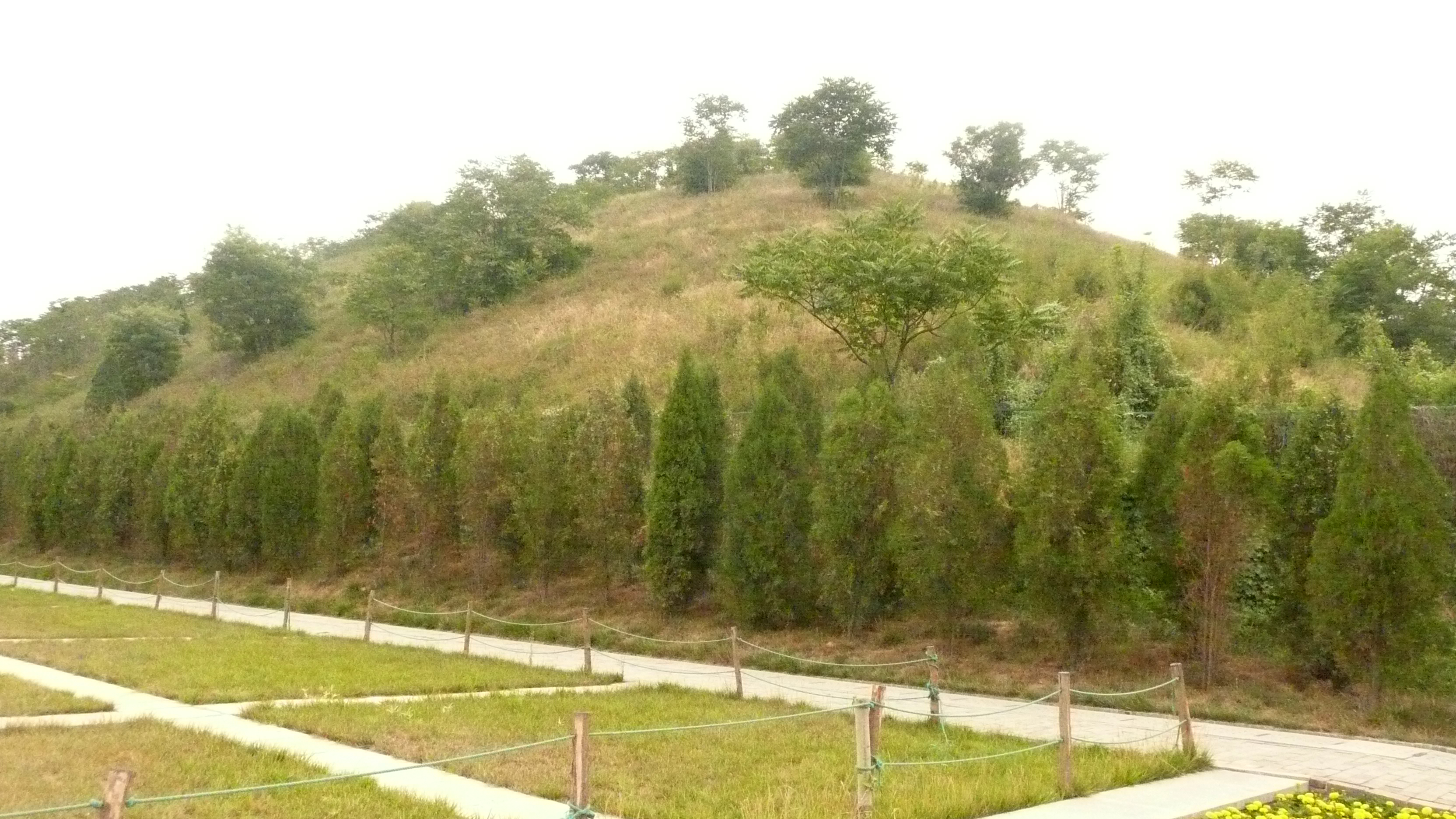
Grabhügel aus der Han-Dynastie in der Nähe von Xi’an - Han Yang Ling.

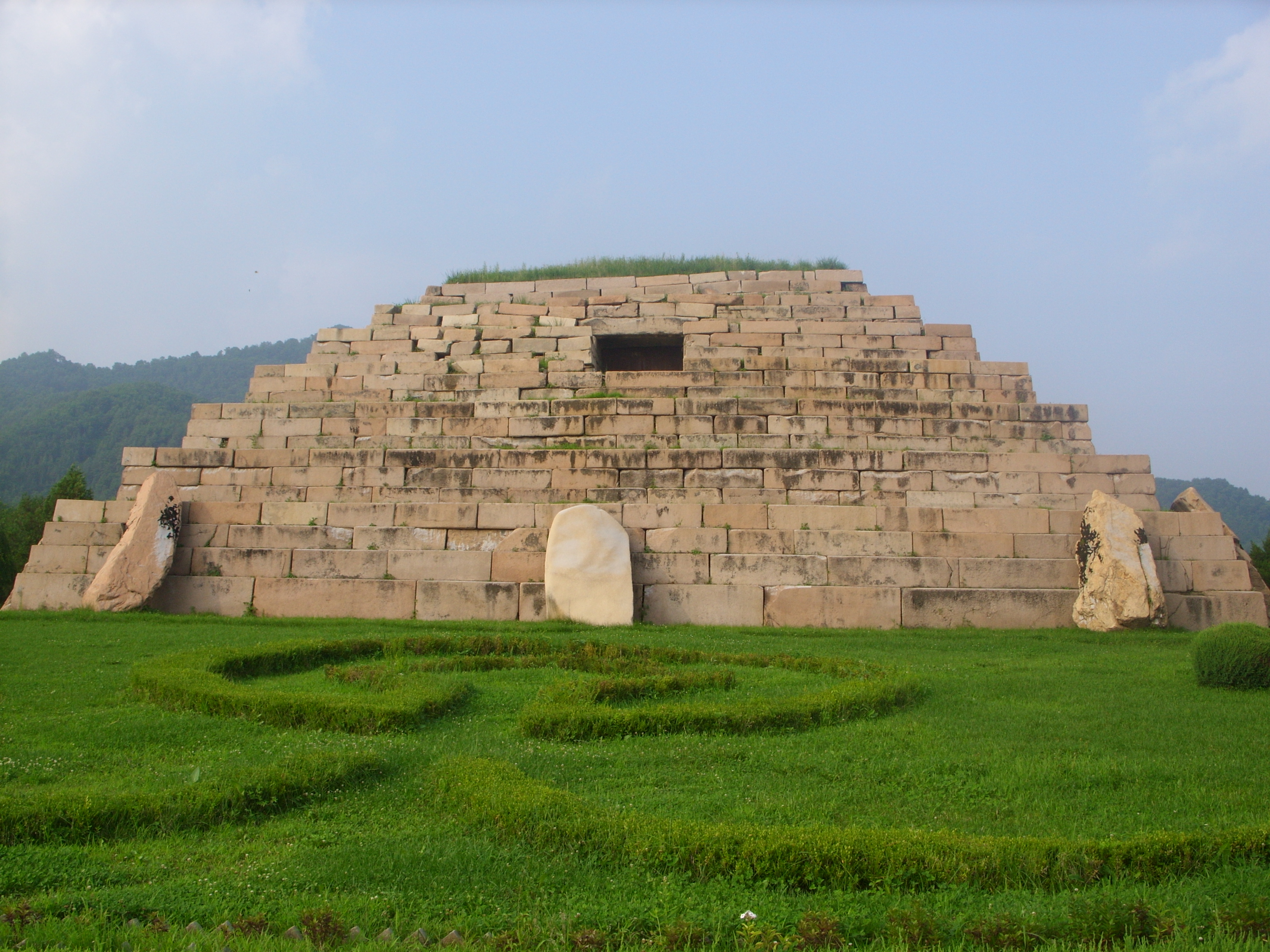
Mausoleum des Generals.

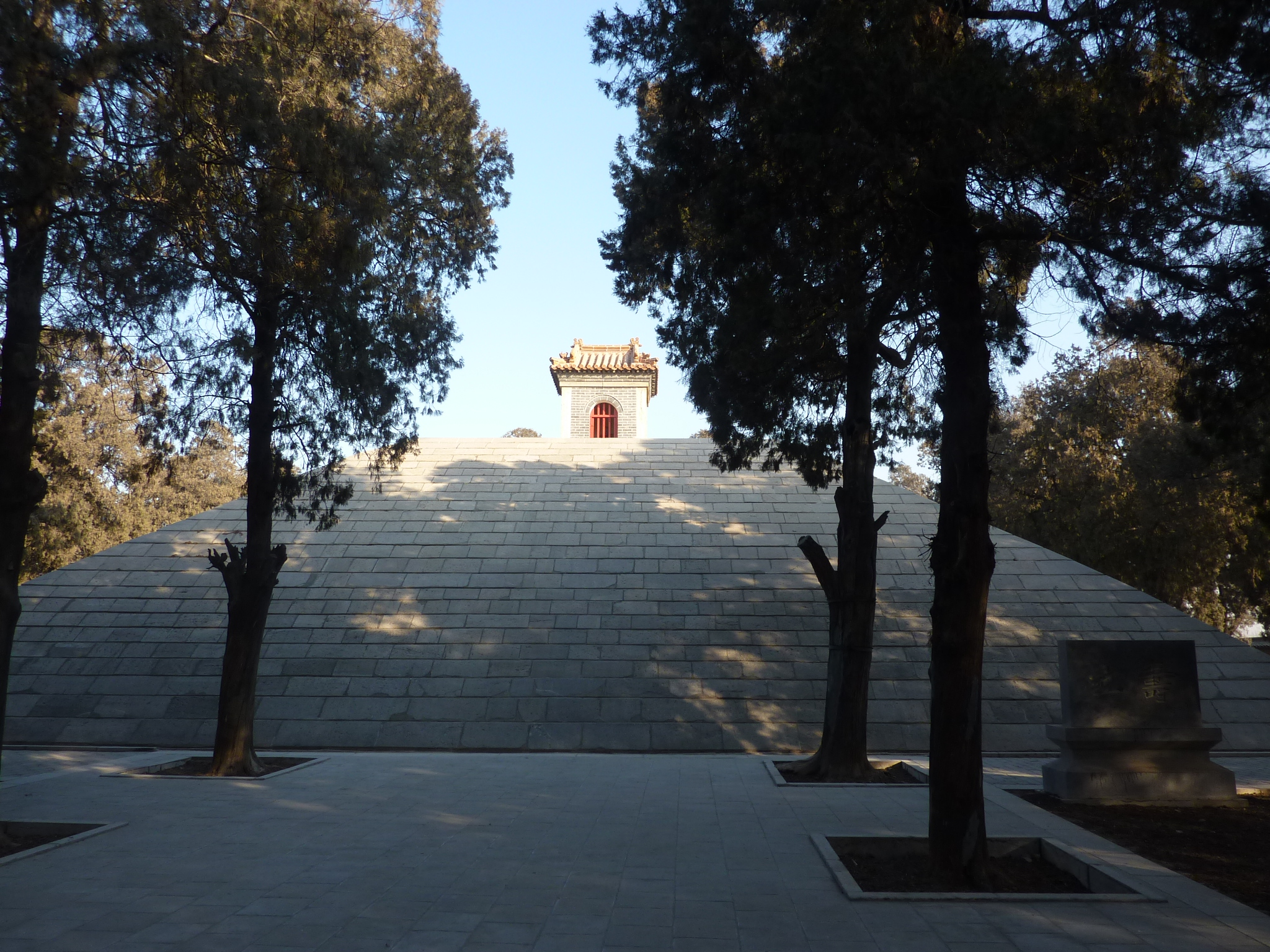
Shou Qiu.

Als Pyramiden von China werden chinesische Mausoleen bezeichnet, die die Form einer Pyramide oder eines Pyramidenstumpfs aufweisen. In der Regel handelt es sich dabei um Erdhügel, die zum Beispiel mit Granatapfel bepflanzt sind. Die Pyramiden von Xi’an können seit einigen Jahren besichtigt werden. Einige besitzen auch ein kleines Museum.

## Lage
Eine Pyramide der Kultur des Roten Berges in der Inneren Mongolei wurde 2001 bei Sijiazi entdeckt.
Das Mausoleum Qin Shihuangdis, des Gründers der chinesischen Qin-Dynastie (221–207 v. Chr.), befindet sich nordöstlich der Stadt Xi’an in der Provinz Shaanxi. Es ist Fundstätte der berühmten Terrakottaarmeen.
Eine Anzahl größerer pyramidenförmiger Bauwerke bei Xi’an sind die Mausoleen der Kaiser und Kaiserinnen der Westlichen Han-Dynastie (regierend von 207 v. bis 9 n. Chr.).
Von den 18 Mausoleen von Kaisern der Tang-Dynastie (regierend von 618 bis 907 n. Chr.) sind vier in Pyramidenform aufgeschüttet, nämlich die Anlagen Xianling (献陵), Duanling (端陵), Zhuangling (庄陵) und Jingling (靖陵).
2018 wurde eine 70 m hohe und über 500 m breite Pyramide in der Provinz Shaanxi ausgegraben. Die Pyramide wird auf ein Alter von 4300 Jahre geschätzt und gehört vermutlich zur altchinesischen Stadt Shimao.

## Bekanntheit im Westen
1912 berichteten Fred Meyer Schroder und Oscar Maman über Pyramiden. Der US-amerikanische Pilot James Gaussman soll im Jahr 1945 während eines Aufklärungs- oder Überlandfluges im Qin-Ling-Shan-Gebirge südwestlich von Xi’an eine Weiße Pyramide gesehen haben. 1947 sah Col. Maurice Sheehan eine Pyramide von einem Flugzeug aus; sein Bericht wurde am 28. März 1947 in The New York Times veröffentlicht. Ein Foto  wurde in der New York Sunday News am 30. März 1947 veröffentlicht. In den 1950er und 1960er Jahren befasste sich Bruce Cathie mit dem Thema. Hartwig Hausdorf besuchte und fotografierte im März und im Oktober 1994 die Pyramiden.